# 가미카와촌 (니가타현 히가시칸바라군)
가미카와촌(上川村)은 니가타현 히가시칸바라군에 설치되었던 촌이다. 2005년 4월 1일 가노세정, 쓰가와정, 가미카와정, 미카와정이 합병해 아가정이 성립으로 소멸했다.

## 역사
조몬 초창기 유적인 무로타니 동굴, 고세가사와 동굴이 있어 조몬인의 생활을 알 수 있는 데 중요하다. 그러나 발굴된 토기, 석기류, 인골 등은 모두 마을 밖으로 반출되었으며, 국가지정 중요문화재 '무로타니 동굴유적 출토품'은 나가오카시립과학박물관에 소장되어 있다. 또한 발굴되지 않은 조몬시대의 패총이 몇 개 존재한다.
일설에는 평가에서 도망치던 이인왕이 이 땅에서 생을 마감했다고도 하지만 그 흔적은 아직 남아 있으나 그 진상은 분명치 않다.
고가와의 장은 아이즈와 관계가 깊어 전국 시대 이전부터 아이즈의 속주로 자리매김한다. 진천 기린산에 있던 성의 성주 가나카미시는 우에스기군과 여러 차례 전쟁을 벌였지만 자연의 요새이기도 하여 함락당하지는 않았다. 하지만 아이즈의 노나씨의 위기와 함께 멸망당하고 만다. 그 후 아이즈의 번주가 자주 바뀌어 호시나씨보다 본격적인 아이즈의 역사가 시작되었다. 산촌으로서 옻나무 원목을 유지 관리하여 연공으로 삼았던 듯하다. 미쓰마타야코조 등의 일본 종이 원료도 마찬가지다.
아이즈무진 전쟁에서는 쓰카와구치에서의 전쟁 등에 참전하고 있었다. 그 무렵의 도검을 아직 집에 소장하고 있는 집도 많이 있다.
폐번치현에서 처음에는 와카마쓰현이었지만, 두 번째 치현에서 후쿠시마시를 현청 소재지가 되었기 때문에 현청까지 너무 멀어 야마가타 아리토모의 한마디로 오가와노쇼는 니가타현에 편입된다. 메이지 태생의 사람 중에는 아이즈에 대한 생각이 강한 사람이 많았다. 메이지의 촌분은 매우 세세하게 나뉘어져 쇼와까지 합병이 계속된다. 나고리의 촌분이 우편지명이나 본적에 남는다.
현재 이렇다 할 주력 산업은 별로 없다. 고시히카리의 산지이나 농지가 좁아 고시히카리와 같은 안정량이 있는 쌀과 달리 시장에 거의 나가지 않는다.
- 1954년 12월 1일 - 조조촌, 니시카와촌, 히가시카와촌이 합병해 가미카와촌이 성립하였다.
- 2005년 4월 1일 - 가노세정, 쓰가와정, 미카와정과 합병해 아가정이 되어 소멸했다.

## 행정
- 촌장 : 이시카와 마사후미 (石川正文) (2002년 1월 30일부터)